# 外山優子
外山 優子（とやま ゆうこ、1992年9月13日 - ）は、日本のバスケットボール指導者、元女子バスケットボール選手である。

## 来歴
秋田県出身。十文字第一小学校（現在は十文字小学校へ統合）でバスケを始め、6年生の時にチームを全国ミニで3位に導く。
桜花学園高等学校では高校総体、国体、全国高校選抜を優勝し高校3冠を経験。山形大進学後はインカレベスト8を達成。
2015年、日立ハイテク クーガーズに加入。コートネームはミリ。2018年3月に引退し、桜花学園高バスケットボール部アシスタントコーチに就任。

## 経歴
- 桜花学園高校 - 山形大 - 日立ハイテク（2015年〜2018年[要出典]） - 桜花学園高校アシスタントコーチ[2]